# Riccardo Fogli 2
Riccardo Fogli 2 è un album raccolta di Riccardo Fogli pubblicato nel 1985, contenente 10 tracce.
1. Malinconia
2. Compagnia
3. Un angelo
4. Come cambia in fretta il cielo
5. Ti amo però
6. Storie di tutti i giorni
7. Altri tempi
8. Scene da un amore
9. La strada
10. Alla fine di un lavoro